# 新城賢太郎
新城 賢太郎（しんじょう けんたろう）は、1997年にフジテレビ系で放送された日本の刑事ドラマ『踊る大捜査線』およびその劇場版の登場人物。演じた俳優は筧利夫。

## プロフィール
- 昭和41年8月10日生まれ。A型。[注釈 1]
- 本籍・東京都。自宅は警察庁宿舎。
- 最終学歴・東京大学法学部卒業。
- 資格・剣道三段、少林寺拳法三段[注釈 2]
- 最終階級 警視監
- 特技・乗馬

## 経歴
平成元年 3月 東京大学法学部卒業

平成元年 4月　警察庁入庁（国家公務員Ⅰ種）

平成元年12月　大阪府警察 大阪府南警察署地域課・警部補

平成 2年 4月　警察庁 生活安全局銃器対策課企画対策係・警部

平成 4年10月　神奈川県警察本部 警備部警備課管理官・警視

平成 6年 7月　警察庁 長官官房総務課長補佐・警視

平成 9年 9月　警視庁 刑事部捜査第一課管理官・警視

平成10年 9月　警視正昇任

平成11年 7月　京都府警察本部 地域部長・警視正

平成12年10月　警視庁 総務部参事官・警視正

平成13年 6月　海外研修出張（6か月間：ロンドン警視庁）

平成14年 4月　警察庁 長官官房審議補佐官（刑事局担当）・警視正

平成25年 3月　警察庁（役職不明）組織改革審議委員会委員・警視監

令和 3年 4月　秋田県警察本部 本部長・警視監

## 人物
『歳末特別警戒スペシャル』で初登場。室井と一倉の一期生後輩。東京大学法学部卒のエリートで、室井と比べる形で恩田すみれにより「室井弐号」のあだ名を付けられ、真下正義により「弐号機は初号機よりパワーアップしている」と評される。当初は、室井とは方向性が異なる典型的なキャリアであり、ノンキャリアで捜査一課長だった親子ほど年上の島津すら手を焼いていた。目付きが鋭く傲慢な態度で捜査のほとんどを捜査一課の部下にしか任せなかったため、所轄署員から完全に敵視されていた。幹部候補筆頭のキャリアながらの傲慢さにあふれていたが、根は短気らしく歳末特別警戒スペシャルで湾岸署に立て籠もった犯人に「私が処理する」と拳銃を持って犯人の前に立つなど、およそキャリアらしからぬ行動もする。先輩の室井を敵視しており、面と向かって「（東北大学を見下す形で）入試で遊ばずに死ぬほど勉強しておいて良かった」と学閥を鼻にかけて侮蔑の目で見たり、陰で「田舎のサル」と罵倒していた。しかし、青島や室井と仕事をしていくうちに現場で働く者達の姿に心を動かされていく。
『湾岸署婦警物語』では、篠原夏美や桑野冴子に手を焼かされ、手配犯追跡の方針を巡って桑野と対立し「室井より器が小さい」と鼻で笑われてしまう。一方で、篠原が図らずも犯人を行き止まりに追い込んでしまい、丸腰で対峙する羽目になった際には「私は…逃げた方がいいと思う」と、犯人確保よりも篠原の身の安全を優先する発言をしている。
『THE MOVIE』では、副総監誘拐事件特別捜査本部の現地本部長を務めるが、警視庁本部に設置された指揮本部にいる池神静夫警察庁刑事局長に本部長を室井と交代するよう命じられたため「（東京大学卒の）自分にはこれ以上の「点数稼ぎ」は必要ないが（東北大学卒業の）あなたには必要でしょう」と室井に語り、本部長の交代を要請する。一方で、この頃から次第に青島や室井を一目置くようになり、本作終盤で現場に行こうとする室井にコートを差し出す、被疑者確保時の青島の負傷を全く気にかけない幹部連中に対して「兵隊は犠牲になってもいいのか…」と露骨に不満を漏らすなど新城賢太郎という人物の転換点を描いている。
『THE MOVIE2』では、順調に出世しており警察庁長官官房審議補佐官（榊原審議官の直属の部下だが、現実には存在しない役職）に就任している。所轄を見下す様な発言は無くなり、現場の実情を沖田仁美に理解させようと努力する他、捜査本部立て直しのために室井に捜査本部長を交代させ指揮権を委ねるよう、警視庁幹部を説得する。沖田の解任が決まり、廊下で室井とすれ違った際には『本部を頼みます』と室井に全てを託し、本庁に戻った。
『容疑者 室井慎次』ではTHE MOVIE 2から引続き、警察庁長官官房審議補佐官を務める。父親が検事総長と旧知の仲であることが明らかになる。権力闘争の中で自己の保身を図りつつも、室井の窮地を救うという離れ業をやってのける。登場人物の中で一番調整能力に長けているとみられる。それに加え東大閥という警察官僚の中の主流派に属しているので、ある意味一番「上」に近いともいえる。室井は事件の責任を取り辞表を出したが、新城の計らいで最終的に広島県警察本部刑事部へ異動した。室井が事件の捜査本部だった新宿北署を去る時に「あの人は、警察に必要だ…」と室井の警察官としての信念を高く評し、先輩である室井の存在を認めることとなった。
『THE FINAL』では本編に関わることはなく、終盤で沖田とともに警察庁長官官房組織改革推進委員会の委員として登場。
『室井慎次 敗れざる者』では秋田県警察本部長となっており、室井とともに事件の捜査に乗り出す。秋田県警本部長にはもともと室井が推薦されていたが、室井が警察を退職したため彼の代わりにそのポストに就いている。会食の場で事件捜査への協力を打診しつつ青島の近況を報告したりする中で、室井の代わりに就任した現在の本部長職に対して「（警察官人生の）終わりがここだとは思わなかった」と愚痴をこぼしている。
『室井慎次 生き続ける者』では、室井を車で追いかける等の行動から室井に対して様々な思いを抱いていることが伺える。そして、室井の死後には室井の家を部下と共に訪れ、室井が目指した階級差別の撤廃・所轄署にも本庁からの情報共有が行き届かせるという仕組みの室井モデルを作り、警視庁よりも小さい秋田県警から室井の理想を叶えようと努力している。

## 参考資料
人物設定などを収録した公式出版物
- 踊る大捜査線 湾岸警察署事件簿（キネマ旬報社キネ旬ムック 1998年10月31日）ISBN 4-87376-505-6
- 踊る大捜査線THE MOVIE シナリオガイドブック（キネマ旬報社キネ旬ムック 1999年4月17日）ISBN 4873765129
- 踊る大捜査線THE MOVIE 2レインボーブリッジを封鎖せよ!シナリオガイドブック（キネマ旬報社キネ旬ムック 2003年9月16日）ISBN 4873766028
- 踊る大捜査線研究ファイル（扶桑社文庫　フジテレビ出版、2003年5月30日） ISBN 4594039898
- 踊る大捜査線THE MOVIE 2レインボーブリッジを封鎖せよ!完全調書　お台場連続多発事件特別捜査本部報告書 （角川書店 2003年7月） ISBN 4-04-853645-1
- 「容疑者 室井慎次」シナリオ・ガイドブック（キネマ旬報社キネ旬ムック 2005年10月17日） ISBN 4-87376-622-2